# Cappella di San Giovanni Battista (Siena)

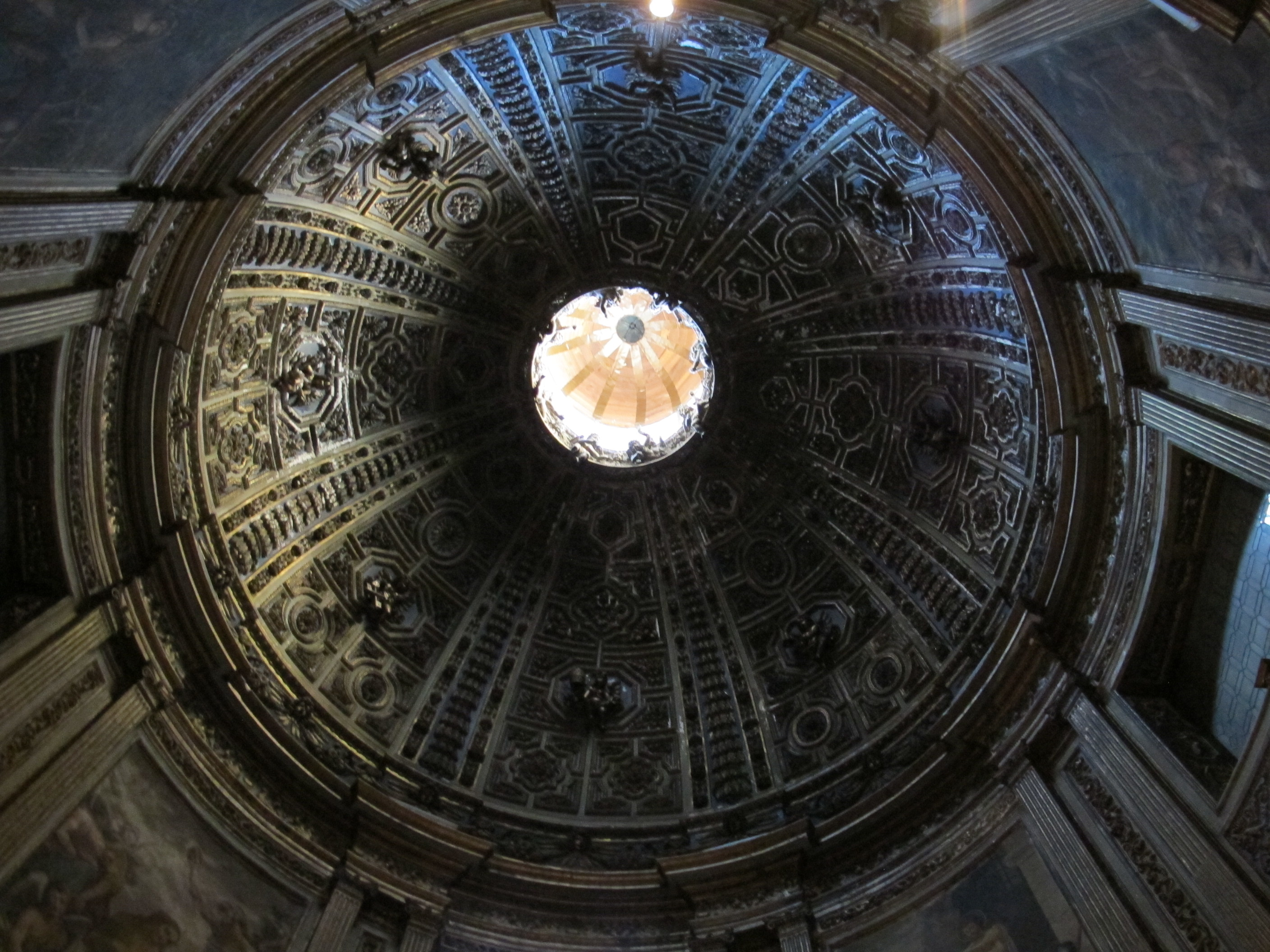
Cupola

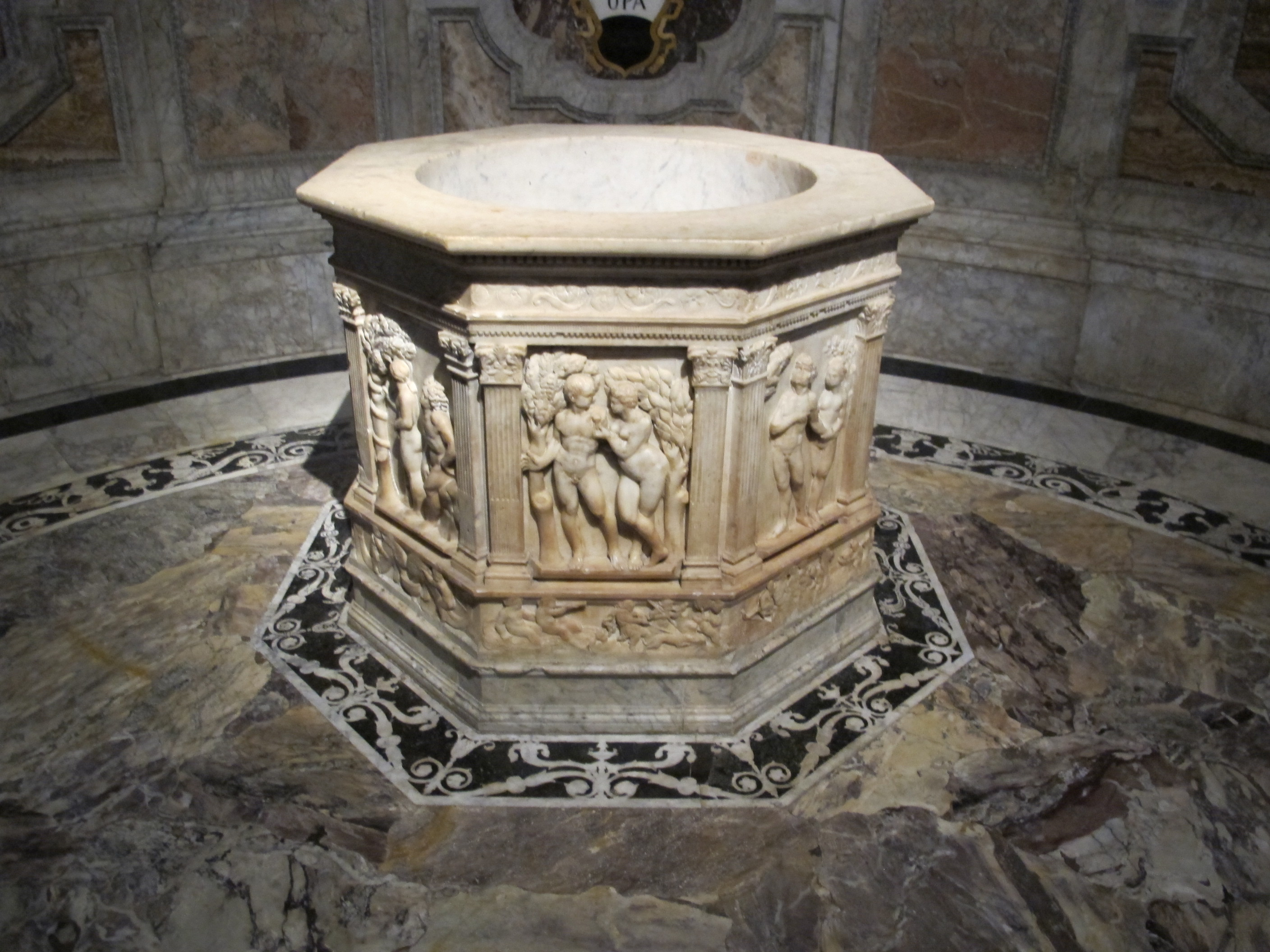
Pozzetto del Sabato santo, Antonio Federighi, 1465-1468

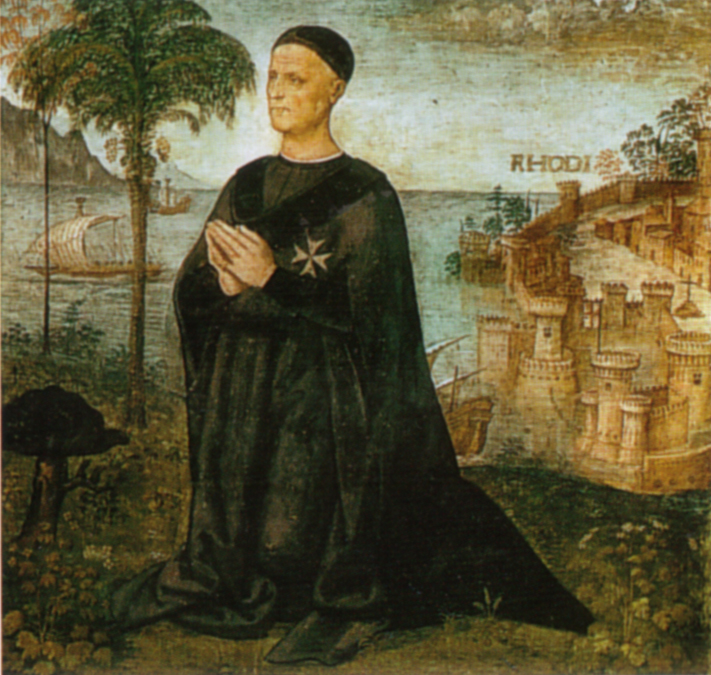
Pinturicchio, Ritratto di Alberto Aringhieri, 1504-1505

La cappella di San Giovanni Battista si trova nella cattedrale di Santa Maria Assunta a Siena. Iniziata nel 1482, venne affrescata nel 1504-1505 da Pinturicchio con Storie di san Giovanni Battista e vi fu posta la celebre statua bronzea del santo scolpita da Donatello nel 1455.

## Storia
Nel 1464 papa Pio II fece arrivare a Siena la preziosissima reliquia del braccio destro di san Giovanni Battista, ottenuta dal despota della Morea Tommaso Paleologo in cambio della promessa di un aiuto nella riconquista del territorio preso dai Turchi Ottomani. Nel 1482 il rettore dell'Opera del Duomo Alberto Aringhieri dette inizio alla costruzione di una cappella per accogliere la preziosa reliquia, incaricando Giovanni di Stefano. Nel 1501 vi furono collocate le statue di San Giovanni Battista, opera bronzea che Donatello aveva scolpito in realtà a Firenze nel 1455, nonché le due statue laterali scolpite anch'esse precedentemente intorno agli anni ottanta del secolo precedente. L'anno seguente, nel 1502, i lavori architettonici potevano dirsi terminati.
Verso il 1504, Alberto Arighieri commissionò a Pinturicchio la decorazione ad affresco con storie del santo, opera che si inseriva in una serie di commissioni accettate dall'artista durante lo stop agli affreschi della Libreria Piccolomini per l'improvvisa morte del committente, papa Pio III. A causa dell'umidità le storie subirono danni che richiesero, in alcuni casi, la ridipintura.

## Architettura
La cappella ha una pianta circolare, presenta tre nicchie con statue ed è coperta da cupola che le dà la foggia di tempietto-reliquiario. La decorazione delle pareti laterali in marmi e stucchi dipinti e dorati si deve ad un rifacimento di fine Cinquecento e inizio Seicento. La volta doveva essere originariamente decorata dal giovane Baldassarre Peruzzi, ma venne rifatta anch'essa con stucchi dipinti e dorati nel Seicento da parte degli stessi maestri che decorarono di stucchi la cupola del Duomo, ovvero Andrea Ferrari e Pietro Cremoni. Al centro della cappella si trovava una residenza lignea di Antonio Barili, che oggi è stata spostata nella collegiata dei Santi Quirico e Giulitta di San Quirico d'Orcia.

## Affreschi
Gli affreschi di Pinturicchio sono organizzati in otto riquadri lungo la parete arcuata. La Visitazione, il Battesimo di Cristo e la Decollazione sono state completamente ridipinti dal Rustichino nel 1608. Restano altre cinque scene autografe:
- Natività di san Giovanni (1504)
- San Giovanni nella selva
- Predica di san Giovanni Battista
- Cavaliere inginocchiato (forse il committente da giovane o un suo congiunto, 1504)
- Alberto Aringhieri inginocchiato in veste di cavaliere di Rodi

Le scene delle storie di san Giovanni sono a sfondo che imita un mosaico d'oro, tranne la Natività ambientata all'interno della camera di sant'Elisabetta, mentre i cavalieri sono su sfondo di aperti paesaggi mediterranei descritti nei minimi dettagli, in particolare il porto di Rodi nel caso del committente Alberto Aringhieri. I personaggi campeggiano con serena maestà, dovuta a una semplificazione dei volumi su influenza di Raffaello, di passaggio a Siena nel 1503. Particolarmente noti e apprezzati sono i due ritratti di cavaliere, in particolare quello giovane in armatura, che permise a Pinturicchio di studiare gli effetti di "lustro" della luce sulla superficie metallica, ora liscia, ora lavorata a maglia, ora cesellata.

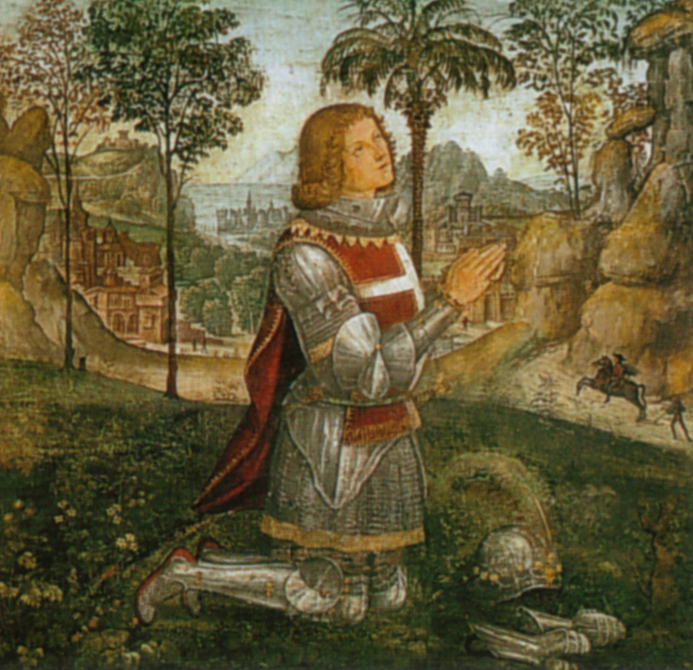
Pinturicchio, Ritratto di giovane cavaliere, 1504-1505
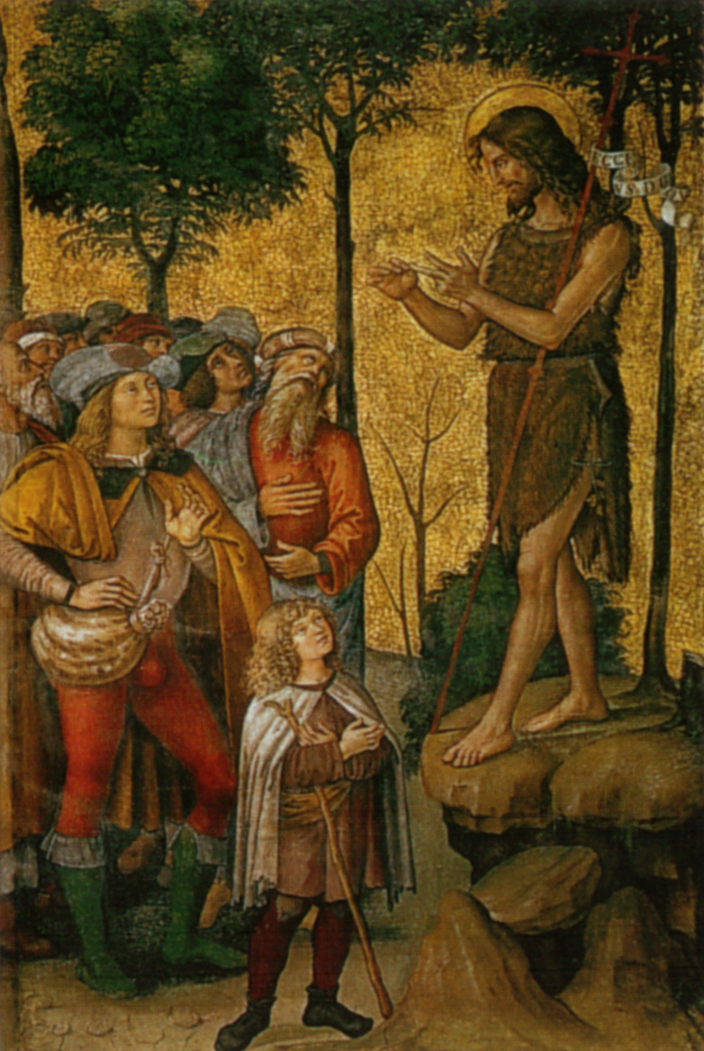
Pinturicchio, Predica di san Giovanni, 1504-1505

## Sculture

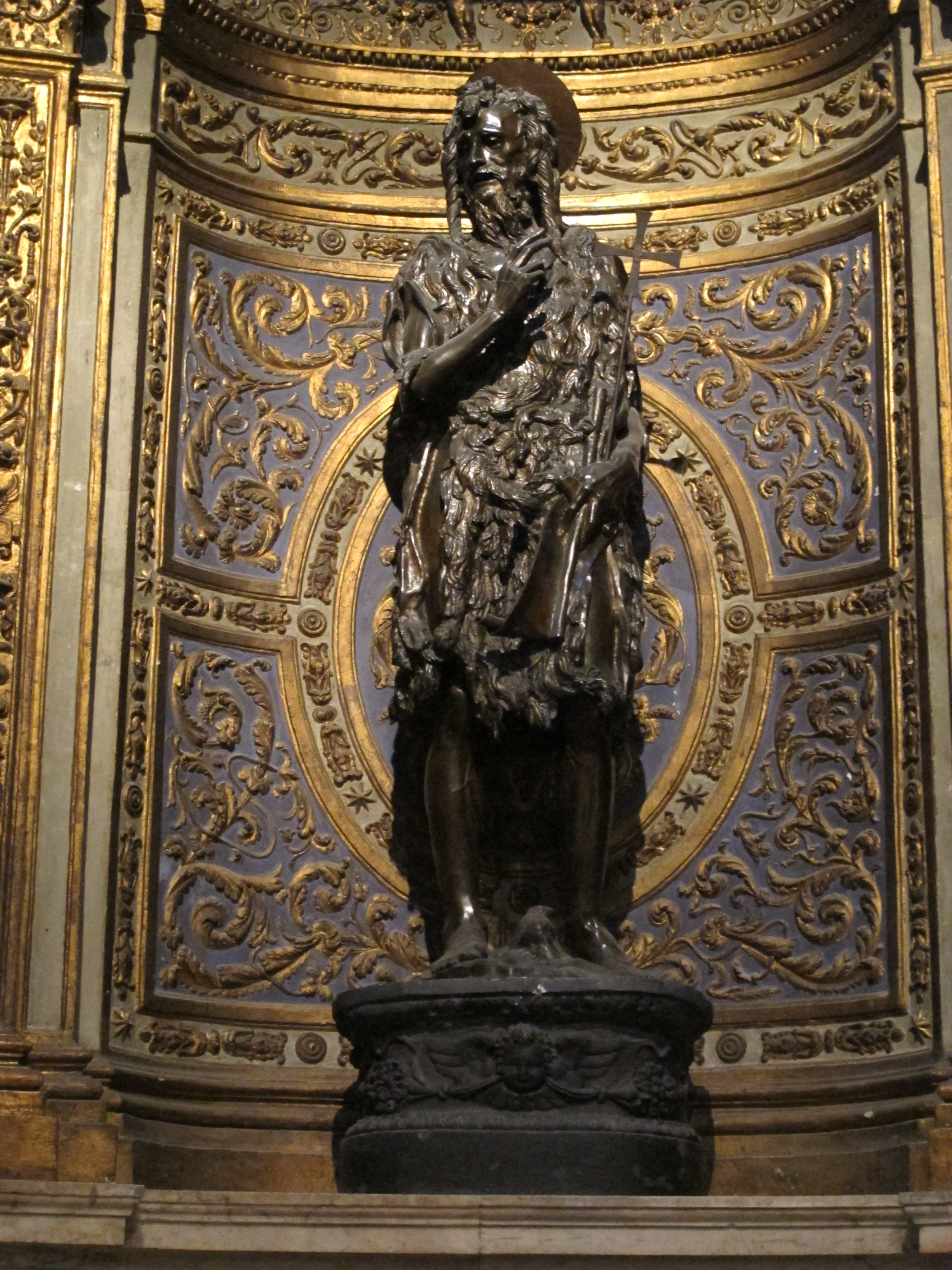
Donatello, San Giovanni Battista, 1455

### Prospetto
Il prospetto marmoreo che si trova esternamente all'entrata della cappella fu fatto in marmo bianco di Carrara e marmo giallo della Montagnola Senese da Giovanni di Stefano e dal Marrina a partire dal 1482. Il prospetto recupera in realtà un pezzo precedentemente scolpito da Antonio Federighi per la sacrestia. Si tratta del basamento della colonna di destra, pezzo di pregevole fattura e decorato con figura mitologiche, festoni e scene della mitologia greco-romana. Il basamento condizionò tutta la struttura successiva. Giovanni di Stefano scolpì un meno riuscito basamento per la colonna sinistra, dotato ancora di figure mitologiche e festoni. Qui tuttavia le scene mitologiche sono sostituite da stemmi di guerra. La presenza di questi stemmi in un edificio sacro deve riferirsi alla vocazione del committente (Alberto Aringhieri cavaliere di Rodi) alla costituzione di una chiesa militante. Il coronamento con l'iscrizione sono un'aggiunta seicentesca voluta da papa Alessandro VII, mentre gli angeli reggenti fiaccole ai lati sono un'ulteriore aggiunta moderna.
Il cancello in ferro battuto è di Sallustio Barili.

### Statue
La cappella contiene al suo interno il San Giovanni Battista di Donatello, statua bronzea probabilmente realizzata dall'artista a Firenze nel 1455 e portata a Siena dall'artista stesso due anni dopo. La statua ebbe un percorso assai tormentato. Fu realizzata per una commissione fiorentina non andata a buon fine, portata a Siena incompiuta da Donatello stesso e qui lasciata incompiuta per un mancato accordo con l'Opera del Duomo. Posta quindi nella cappella mediana della Sagrestia del Duomo, fu qui spostata solo nel 1501, ben oltre la morte di Donatello.
Sulle parete laterali si trovano le statue di Sant'Ansano di Giovanni di Stefano (1482-1487 circa) e di Santa Caterina d'Alessandria di Neroccio di Bartolomeo de' Landi (commissionata nel 1487), anche queste portate all'interno della cappella nel 1501, insieme al bronzo di Donatello. 

### Pozzetto detto "del Sabato santo"
Al centro della cappella si trova invece il Pozzetto detto "del Sabato santo", scolpito da Antonio Federighi nel 1465-1468. La sua funzione originaria era quella di servire da contenitore da montare su un carrello mobile per benedire l'acqua battesimale nella Veglia pasquale del Sabato Santo. Solo successivamente fu collocato nella cappella, ma non ha mai avuto l'utilizzo di fonte battesimale. Il pozzetto ha un basamento ottagonale liberamente decorato con scene mitologiche. Gli otto pannelli sovrastanti sono racchiusi ciascuno da due semi-colonne che supportano un cornicione riccamente ornato. I pannelli descrivono le seguenti scene, sei delle quali riferite alla Creazione ed altre due a gesta di Ercole:
- Creazione di Adamo
- Creazione di Eva
- Ammonizione di Adamo ed Eva
- Tentazione di Adamo
- Tentazione di Eva
- Cacciata dal Paradiso Terrestre
- Ercole e il leone di Nemea
- Ercole e Nesso

## Altro
La cappella era originariamente decorata da stalli di un coiro ligneo, realizzato da Antonio Barili e collocati dal 1741 nella collegiata di San Quirico d'Orcia.